# پوشخونیه
شهر پوشخونیه (به روسی: Пошехонье) در کشور روسیه و در اوبلاست یاروسلاول واقع شده‌است.